# Universidad Nacional de Villarrica del Espíritu Santo
Die Universidad Nacional de Villarrica del Espíritu Santo (UNVES) ist eine staatliche Universität in Villarrica (Paraguay). Sie wurde 2007 gegründet und zählt rund 4500 Studenten. Sie unterhält Filialen in Caazapá, Paraguarí, Pedro Juan Caballero, Carapeguá und Yuty.

## Fakultäten
- Polytechnische Fakultät (Informatik und Elektroingenieurwesen)
- Architektur und Ingenieurwesen
- Philosophie und Geisteswissenschaften
- Rechts-, Politik- und Sozialwissenschaften
- Physik, Chemie und Mathematik
- Wirtschaftswissenschaften
- Gesundheitswissenschaften (Krankenpflege, Ernährung, Psychologie)
- Agrarwissenschaften